# Przestrzeń trójwymiarowa
Przestrzeń trójwymiarowa (ang. three-dimensional space, 3D) – potoczna nazwa przestrzeni euklidesowej o trzech wymiarach lub równoważnej jej przestrzeni kartezjańskiej. Przymiotnik „trójwymiarowa” oznacza, że każdemu punktowi tej przestrzeni odpowiada trójka uporządkowana liczb rzeczywistych, zwanych współrzędnymi. Każdej trójce liczb rzeczywistych także odpowiada punkt tej przestrzeni.
W szerszym znaczeniu przestrzeń trójwymiarowa to dowolna przestrzeń liniowa o trzech wymiarach.